# Arco de Trajano (Ancona)
El arco de Trajano de Ancona es un arco de triunfo constituye en la actualidad uno de los monumentos más relevantes de la zona de las Marcas romanas.

## Historia y características
Fue erigido por orden del Senado y el pueblo romano en los años 100-116 y es obra del arquitecto sirio Apolodoro de Damasco en mármol anatolio, proveniente de las canteras de la isla de Mármara, en honor del emperador que había hecho ampliar, a sus propias expensas, el puerto de la ciudad mejorando los embarcaderos y las fortificaciones. De aquí partió el mismo Trajano para la guerra contra los dacios, episodio narrado en bajorrelieves de la columna homónima de Roma.
Sobre el ático estaba, según la tradición, la estatua ecuestre de Trajano. A la izquierda de Trajano, las estatuas de Plotina, su esposa, y a la derecha Ulpia Marciana, su hermana. Las inscripciones, que aún hoy se leen, eran de bronce dorado y también los frisos y las estatuas de las que se apropiaron los sarracenos en el año 848.